# August Friedel
Augustin Josef Friedel (* 11. Januar 1875 in Wernstadt, Königreich Böhmen; † 6. Februar 1956 in Karl-Marx-Stadt) war ein deutscher Sozialdemokrat. Friedel gehörte zu den prägendsten sozialdemokratischen Persönlichkeiten in Chemnitz während der Zeit der Weimarer Republik. Nach dem Ende des Zweiten Weltkrieges gehörte er zu den Befürwortern der Vereinigung von KPD und SPD und war nach der vorgenommenen Vereinigung zur SED bis 1949 Mitglied des SED-Parteivorstandes.

## Leben
August Friedel war Sohn des Gendarmerie-Postenführers Augustin Friedel und seiner Ehefrau Maria Anna Thum. Sein Taufname lautete Augustin Josef Friedel.
Friedel erlernte nach der Volksschule den Beruf des Schlossers. 1901 wurde er Mitglied der SPD und des Deutschen Metallarbeiter-Verbandes (DMV). Wann Friedel nach Chemnitz kam, ist nicht bekannt, jedoch war er 1913 Vorsitzender der Chemnitzer Arbeiterjugend. Es ist davon auszugehen, dass er Kriegsdienst leistete, denn Friedel gehörte am 9. November 1918 als SPD-Vertreter dem Chemnitzer Arbeiter- und Soldatenrat an. In der Folge machte sich Friedel in der Chemnitzer Sozialdemokratie einen Namen. Er gehörte von 1919 ununterbrochen bis 1933 der Chemnitzer Stadtverordnetenversammlung an, zeitweise war er deren 2. Vorsteher. Darüber hinaus bekleidete er zeitweise die Funktion des SPD-Fraktionsvorsitzenden im Stadtrat der sächsischen Industriestadt. 1920 gehörte Friedel zu den Mitbegründern der Chemnitzer Volksbühne, deren Vorsitzender er ebenfalls bis 1933 war. Dies führte dazu, dass Friedel zeitweise als Sekretär des Volksbühnenverbandes für Sachsen und Nordbayern tätig war.
Nach der Machtergreifung der Nationalsozialisten wurde auch Friedel am 9. März 1933 verhaftet und für einige Monate inhaftiert. Anschließend hielt er sich in der Zeit des Nationalsozialismus als Vertreter für Märchenfilme in der Jugendfilm-Verleih GmbH unter Willy Wohlrabe (1883–1962) über Wasser. Friedel war dabei auch Gesellschafter dieser Firma. Nach dem Attentat auf Hitler am 20. Juli 1944 wurde Fiedel im Rahmen der Aktion Gitter nochmals verhaftet, aber kurz darauf wieder entlassen.
Der bereits 70-jährige Sozialdemokrat gehörte zum Kriegsende 1945 in Chemnitz zu den bekanntesten Sozialdemokraten und wurde folgerichtig am 10. Mai 1945, als erstmals wieder eine Zusammenkunft der überlebenden SPD-Mitglieder in Chemnitz stattfand, zum Sprecher von deren Gruppe gewählt. Nach der Konstituierung des SPD-Bezirksvorstands Chemnitz-Erzgebirge am 16. Mai 1945 wurde Friedel ebenfalls zu dessen Vorsitzenden gewählt. Gegenüber der sowjetischen Besatzungsmacht, die erst am 8. Mai 1945 Chemnitz besetzt hatte, fuhr Friedel in der Folge eine konziliante Linie. Ähnlich wie der etwas jüngere Otto Buchwitz, ein bekannter Sozialdemokrat in der sächsischen Nachkriegsgeschichte, sprach sich Friedel gegen eine Konfrontation mit der KPD aus. Schon früh gehörte er zu den Befürwortern der Vereinigung von SPD und KPD, allerdings nicht in einer dogmatischen Art und Weise. Als Gegenpart zu Friedels altersmilder Erscheinung entwickelte sich der Chemnitzer Sozialdemokrat Erich Mückenberger, der letztlich in späteren Jahren sogar ins Politbüro der SED gewählt wurde. Es verwundert dennoch nicht, dass Friedel auf dem Gründungs- und Vereinigungsparteitag der SED im April 1946 als bekannter sächsischer Sozialdemokrat in den Parteivorstand der SED gewählt wurde. Allerdings war Friedel wohl zumindest zum Anfang noch davon überzeugt, dass sich aufgrund der vorherigen Mitgliederzahlen der SPD in der sowjetischen Besatzungszone die sozialdemokratischen Inhalte und Funktionäre in der eben gegründeten SED durchsetzen würden.
In Chemnitz setzte Friedel seine ganze Kraft im Stadtrat ein, den er von seiner Neukonstituierung am 1. September 1946 bis zu seinem Tod 1956 angehörte. Bis zum Jahresende 1950 bekleidete er dabei auch das Amt des 1. Stadtverordnetenvorstehers. Auch bei der ersten Landtagswahl im Oktober 1946 kandidierte Friedel für die SED. Allerdings nahm er wohl aufgrund seines fortgeschrittenen Alters und der Arbeitsbelastung im Chemnitzer Stadtrat dieses Mandat nur bis Ende des Jahres 1946 wahr. Nachdem Friedel auf dem II. SED-Parteitag im September 1947 nochmals in den SED-Parteivorstand gewählt wurde, stand der mittlerweile 75-jährige auf dem III. SED-Parteitag im Juli 1950 für die Wahl in das neugeschaffene SED-Zentralkomitee nicht mehr zur Verfügung. Friedel blieb nun bis zu seinem Tod vor allem der Stadt Chemnitz verbunden.